# Étalle (Francia)
Étalle è un comune francese di 96 abitanti situato nel dipartimento delle Ardenne nella regione del Grand Est.

## Società

### Evoluzione demografica
Abitanti censiti